# NGC 4918
NGC 4918 هي مجرة تتبع كوكبة العذراء. اكتشفها فرانسيس بريسيرفد ليفنوورث في 1886.

## روابط خارجية
- NGC 4918 على موقع ويكي سكاي: DSS2, SDSS, GALEX, IRAS, Hydrogen α, X-Ray, Astrophoto, Sky Map, Articles and images